# Idiocerus wolongus
Idiocerus wolongus är en insektsart som beskrevs av Kuoh. Idiocerus wolongus ingår i släktet Idiocerus och familjen dvärgstritar. Inga underarter finns listade i Catalogue of Life.